# 孫炳文
孫 炳文（そん へいぶん）は、中華民国時代の革命烈士である。字は浚明。

## 生涯
1885年、清国の四川省南渓県に生まれた（原籍は湖北省麻城市）。商家の出身で、父の孫歩蟾には11人の子があり、孫炳文は9番目の子供であった。8歳のときに私塾へ入り、22歳で試験を受けて中学へ入学。1908年都には試験を経て京師大学堂（北京大学の前身）予科の英文クラスに入学。1911年に同盟会へ参加し、京津同盟会の文法部長に推挙されて《民国日報》編集長を担当した。1913年、任鋭（1891年 － 1949年）と自由結婚。辛亥革命の後、北京大学の学籍が回復された。1917年に朱徳と知り合いになり、旅団参謀として招聘されて《新青年》などの刊行物を読み始めた。1920年には四川省造幣局の工場長に任じられた。1922年9月に朱徳と共にドイツへ留学、社会主義を学んだ。同年の11月にベルリンで中国共産党に入党。1925年8月にソ連のモスクワへ移動し、9月にシベリア鉄道経由で帰国し、広州に到着。1926年3月に中山艦事件で逮捕されるが、周恩来などの救援により釈放となった。1927年4月、軍事委員会総務および軍事庁長に就任。上海を経由する際に密告を受け、中国国民党により逮捕されて上海市徐匯区の竜華街道で殺害された。

## 子孫
妻の任鋭との間に、長男の孫寧世（泱）、次男の孫済世，長女の孫維世、三男の孫名世、次女の孫新世の5人の子供をもうけた。
長男の孫寧世は上海で父の孫炳文とともに逮捕されたが、孫炳文が殺害された後に釈放されている。長女の孫維世は、父の死後に周恩来の養女となり女優として活躍したが、文化大革命時代に迫害を受けて死亡した。次女の孫新世は、姉の夫であった金山と、姉の死後に結婚した。

## 参考資料
1. 1 2  鄭仁佳. “名人傳記.孫炳文” (中国語).   歷史.台灣. 2008年10月15日閲覧。